# Basílica de Santa Teresa (Lisieux)

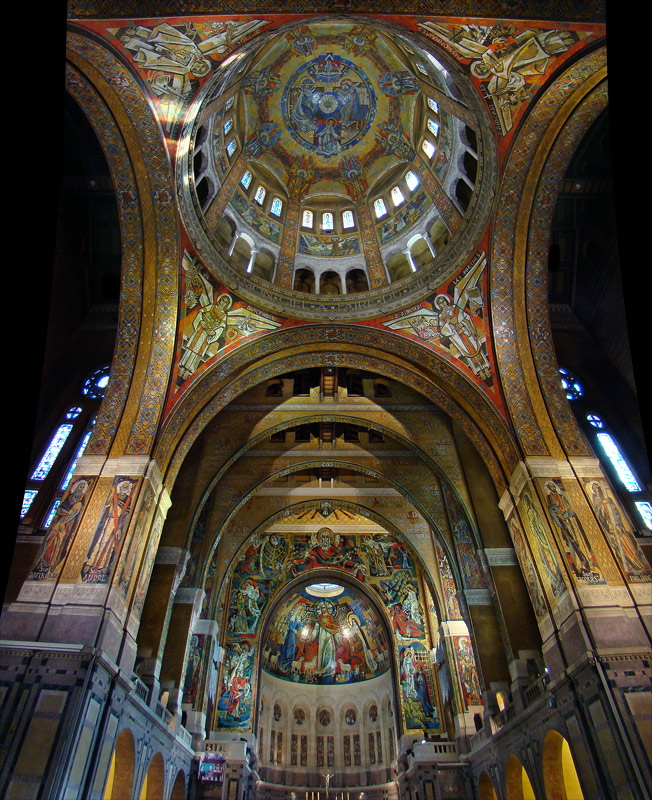
Interior de la Basílica

La basílica de Santa Teresa de Lisieux (en francés: Basilique Sainte-Thérèse de Lisieux) es una iglesia católica y una basílica menor dedicada a santa Teresa de Lisieux. Localizada en Lisieux, Francia, la basílica puede alojar a 4000 personas, y, con más de dos millones de visitantes al año, es el segundo lugar de peregrinación más visitado de Francia, después de Lourdes. El Papa Juan Pablo II visitó la basílica el 2 de junio de 1980.

## Historia
Santa Teresa de Lisieux fue beatificada en 1923 y canonizada en 1925. Se decidió construir una gran basílica dedicada a su persona en la ciudad donde vivió y murió. El proyecto fue llevado a cabo por el Obispo de Bayeux y Lisieux, Monseñor Thomas-Paul-Henri Lemonnier, y recibió el apoyo del Papa Pío XI, que había colocado su pontificado bajo el signo de Santa Teresa. La construcción se empezó en 1929 y se terminó en 1954. La basílica está localizada en un cerro al borde de la ciudad. Fue financiada enteramente por donaciones y contribuciones especiales de varios países del mundo, basadas en la devoción a Santa Teresa. Por ello, la basílica contiene 18 altares menores dedicados a las naciones que aportaron donativos.
La basílica fue bendecida el 11 de julio de 1937 por el legado papal Cardenal Pacelli (el futuro Papa Pío XII). Los trabajos de construcción se pararon durante algún tiempo debido a la Segunda Guerra Mundial. La basílica quedó terminada en 1954. La estructura básica, que estuvo completada antes de la guerra, padeció poco daño durante el bombardeo, a pesar de que este destruyó dos tercios de Lisieux. El 11 de julio de 1951 la basílica fue consagrada por el Reverendo Arzobispo de Rouen Joseph-Marie Martin, junto con el legado del Papa, Monseñor Maurice Cardenal Feltin.

## Interior
El estilo romano-bizantino de la basílica está inspirado en la Basílica del Sagrado Corazón de París. El edificio tiene forma de cruz latina, con nave, coro y transepto. El crucero está coronado por una imponente cúpula. El interior es todo de una pieza, sin naves laterales. La mayor parte del interior de la basílica está cubierta con mosaicos.

### Cripta

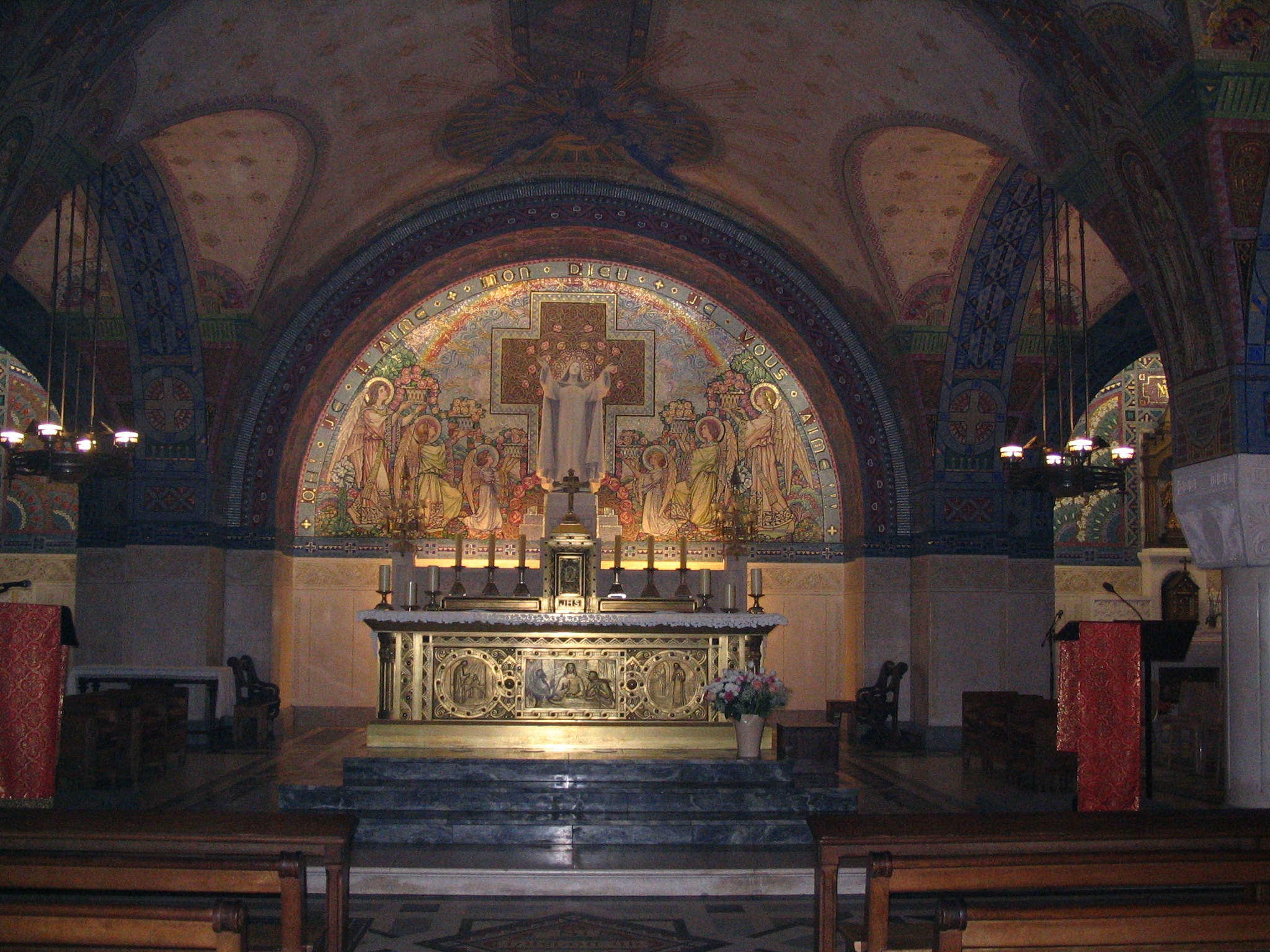
La cripta.

Completada en 1932, la cripta evoca el secreto de la vida espiritual de Santa Teresa. Está decorada con mármol y con mosaicos, que representan escenas de la vida de la santa: bautismo, primera comunión, curación milagrosa, compromiso a la vida religiosa y muerte.
En el verano de 1944 los habitantes de Lisieux se refugiaron en la cripta de la basílica para huir de los bombardeos.

## Exterior
Construido en los años 1960, el campanario está separado del edificio principal y situado en la plaza. No se ha acabado completamente, por dar prioridad a obras de beneficencia. Contiene 51 campanas. Da repiques dos veces al día. El campanario fue donado por Bélgica y Holanda como ex-voto a Santa Teresa.

### Viacrucis
En el exterior, detrás de la iglesia, hay un viacrucis, donde se encuentran las tumbas de los padres de Santa Teresa desde la introducción de sus causas de beatificación en 1958. En septiembre de 2008 sus restos fueron trasladados a un relicario en la cripta de la basílica. Fueron declarados venerables por el Papa Juan Pablo II en 1994, y canonizados por el Papa Francisco el 18 de octubre de 2015.
Construida en 2000, la capilla de adoración es un sitio para la oración silenciosa. Se puede acceder a ella a través de la cripta. Fue donada por Irlanda como ex-voto a Santa Teresa.